# Giennadij Gor
Giennadij Samojłowicz Gor, ros. Геннадий Самойлович Гор (ur. 28 stycznia 1907, zm. 6 stycznia 1981) – rosyjski pisarz radziecki, poeta i prozaik, autor utworów science fiction a także literatury młodzieżowej. 

## Życiorys
Giennadij Gor pierwszy rok swojego życia spędził w syberyjskim więzieniu, wraz z rodzicami skazanymi za działalność rewolucyjną. W 1923 roku zamieszkał w Piotrogrodzie, gdzie następnie podjął studia w zakresie literatury na Uniwersytecie Państwowym. Na studiach poznał Daniiła Charmsa i Aleksandra Wwiedienskiego – założycieli awangardowego ugrupowania artystycznego OBERIU, nawiązującego do ekspresjonizmu i dadaizmu. 
Debiutował w 1925 opowiadaniem „Калым” [Kałym] zamieszczonym w komsomolskim czasopiśmie „Юный пролетарий” [Junyj proletarij]. W tym czasie, obok Olgi Bergholc, Walerija Druzina, Borisa Korniłowa i Leonida Rachmanowa był członkiem grupy literackiej „Смена” [Smiena], wchodzącej w skład Rosyjskiego Stowarzyszenia Pisarzy Proletariackich. W 1930 został wyrzucony ze studiów za napisanie powieści „Корова” [Korowa] utrzymanej w poetyce OBERIU a poświęconej kolektywizacji wsi (powieść została wydana drukiem dopiero w 2000 w czasopiśmie „Звезда” [Zwiezda]). Po opuszczeniu uczelni odbył służbę wojskową na Dalekiej Północy, a następnie całkowicie poświęcił się twórczości literackiej. W 1931 z Leonidem Rachmanowem wydał wspólną książkę „Студенческие повести” [Studienczeskije powiesti], zwierającą po jednej noweli każdego z nich. Pierwsza samodzielna książka Gora, zbiór opowiadań „Живопись” [Żywopiś], ukazała się w 1933 w Leningradzie. Od 1934 należał do Związku Pisarzy ZSRR. W latach 1938–1941 był członkiem kolegium redakcyjnego czasopisma „Литературный современник” [Litieraturnyj sowriemiennik]. Podczas II wojny światowej pod wpływem przeżyć związanych z blokadą Leningradu stworzył wielki cykl wierszy w stylistyce bliskiej OBERIU. Wiersze te zostały po raz pierwszy opublikowane w wiele lat po śmierci autora, część w 2002 w czasopiśmie „Звезда”, a całość w dwujęzycznej rosyjsko-niemieckiej edycji „Blockade / Блокада” w Wiedniu w 2007. W latach 1960. kierował literackim stowarzyszeniem ЛИТО [Lito] w Leningradzie. W tym czasie w jego twórczości prozatorskiej zaczęła dominować fantastyka naukowa. W 1967 odznaczono go Orderem „Znak Honoru”. W okresie 1967–1980 wchodził w skład redakcji leningradzkiego miesięcznika literackiego „Нева” [Newa]. Został pochowany na Cmentarzu Komarowskim w Leningradzie.

## Wybrana twórczość
W Polsce ukazały się następujące utwory: 
- Ostatni egzamin (Последний экзамен) – powieść dla młodzieży, Wydawnictwo „Nasza Księgarnia” 1950
- Przybysz z kosmosu (Докучливый собеседник) – powieść fantastycznonaukowa, Spółdzielnia Wydawnicza „Czytelnik” 1963 (w serii Z jamnikiem)
- Wielki aktor Jones (Великий актёр Джонс) – opowiadanie fantastycznonaukowe, w antologii „Kroki w nieznane 2”, Wydawnictwo Iskry 1971; ponownie w antologii „Skromny geniusz” Wydawnictwa Solaris 2017
- Winda (Лифт, 1970) – opowiadanie fantastycznonaukowe, w tygodniku „Odgłosy” 1982 nr 10
- Statua (Изваяние) – powieść fantastycznonaukowa, Oficyna Wydawnicza C & S 1991 ISBN 83-85236-05-8